# Paracyathus rotundatus
Paracyathus rotundatus is een rifkoralensoort uit de familie van de Caryophylliidae. De wetenschappelijke naam van de soort is voor het eerst geldig gepubliceerd in 1872 door Semper.